# オリオール・パーク
オリオール・パーク（Oriole Park）は、アメリカのメリーランド州ボルチモアにかつて存在した複数の野球場の名称である。ボルチモアに本拠を置く野球チームは球団名を「オリオールズ」にするのが半ば慣習となっており、そのためオリオール・パークという球場も複数存在した。現在MLBに参加しているボルチモア・オリオールズの本拠地球場についてはオリオール・パーク・アット・カムデン・ヤーズを参照のこと。

## 歴史
最初にオリオール・パークと呼ばれた球場は、19世紀終盤のものである。1882年にアメリカン・アソシエーションというリーグが設立された際、ボルチモアにオリオールズというチームが誕生した。このチームはシーズン当初ニューイントン・パークを本拠地にしていたが、シーズン途中で新しく建設された球場に移転した。これが初代のオリオール・パークである。5,000人収容の新球場は、その後1889年のシーズン終了までオリオールズの本拠地となった。
その年限りでオリオールズはアメリカン・アソシエーションからいったん離脱したが、翌1890年のシーズン途中（8月27日）から復帰し、再び同リーグに参戦。このときオリオールズの本拠地となったのが、別の場所に新しく建設された二代目のオリオール・パークである。ただしこの新球場は「暫定的本拠地」の色合いが濃い。1890年に22試合、1891年に14試合の計36試合を戦っただけで、オリオールズは1891年のシーズン途中（5月11日）から新球場ユニオン・パークへ移転した。
それから10年後の1901年、アメリカンリーグに新球団ボルチモア・オリオールズ（現ニューヨーク・ヤンキース）が誕生。新オリオールズは、旧オリオールズが1890年から1891年にかけて本拠地にしていた球場の跡地に新しい球場を建て直し、旧球場と同じオリオール・パークと名付けた。オリオールズは2年間三代目のオリオール・パークでプレーし、その後ア・リーグのナ・リーグへの対抗策の一環としてニューヨークへ移転した。翌1903年からはマイナーリーグの新球団オリオールズの本拠地となり、若き日のベーブ・ルースらがプレーした。
カムデン・ヤーズ登場前までは最も知名度が高かった四代目のオリオール・パークは、開場当初はテラピン・パーク（Terrapin Park）という名称だった。テラピン・パークは、1914年創設のフェデラル・リーグに参戦していたボルチモア・テラピンズの本拠地だった。オリオールズの本拠地三代目のオリオール・パークの北に建設され、一部こそ鉄骨やコンクリートを使っていたが、構造の大部分は木製だった。
テラピンズはオリオールズに対し、ルースら有力選手数人をテラピンズに入団させるよう圧力をかけるようになった。圧力から逃れるため、オリオールズはバージニア州リッチモンドへ移転した。フェデラル・リーグは1915年、活動期間2年で解散。翌1916年、オリオールズはボルチモアへ戻ってきた。このときオリオールズは、かつての本拠地よりも新しいテラピン・パークに目をつけ、オリオール・パークと改称して本拠地にした。
オリオールズはこの年から29年弱のあいだ、オリオール・パークを本拠地にし、1920年代初期にはインターナショナルリーグ7連覇を達成した。その一方で、試合終了後には木造部分を水洗いするなど、球場の整備も欠かさなかった。しかし1944年7月3日、出火原因不明（タバコの火の不始末とも言われる）の火災が発生。球場や備品などを焼き尽くした。本拠地球場を突然失ったオリオールズは、市内にあったアメフト用スタジアムのミュニシパル・スタジアムへと移転した。
その年インターナショナルリーグを制したオリオールズは、続くジュニア・ワールドシリーズでもルイビル・コロネルズを4勝2敗で下した。ボルチモアで開催された試合ではオリオール・パークでは入りきらないくらいの大観衆がミュニシパル・スタジアムへ詰めかけた。このことが大リーグ各球団のオーナーの注目を集め、ボルチモアは魅力的な球団移転先として急浮上した。
オリオールズの移転に刺激されたボルチモア市はミュニシパル・スタジアムを改装し、メモリアル・スタジアムへ名称を変更した。1954年、セントルイス・ブラウンズがミズーリ州セントルイスからボルチモアに移転し、ボルチモア・オリオールズへ球団名を変更。ボルチモアに52年ぶりに大リーグ球団が来たのだった。
| 前本拠地： n/a - | ニューヨーク・ヤンキースの本拠地 1901 - 1902 | 次本拠地： ヒルトップ・パーク 1903 - 1912 |